# Wodźki
Wodźki – wieś w Polsce położona w województwie podlaskim, w powiecie bielskim, w gminie Wyszki.
W latach 1975–1998 miejscowość administracyjnie należała do województwa białostockiego.
Wierni kościoła rzymskokatolickiego należą do parafii Wniebowzięcia Najświętszej Maryi Panny w Hodyszewie.